# Otto Kretschmer
Otto Kretschmer (Straubing, 1912. május 1. – 1998. augusztus 5.) a legeredményesebb német tengeralattjáró-parancsnok volt a második világháborúban. 1939 szeptemberétől, 1941 márciusában bekövetkező fogságba eséséig, 47 hajót süllyesztett el, melyeknek együttes vízkiszorítása 274 333 tonna volt. Ezzel a teljesítményével kiérdemelte a Tölgyfalombokkal és kardokkal ékített Lovagkeresztet, valamint számos további kitüntetést. Mivel nagyon sikeresen ki tudta használni a tengeralattjárók csendes üzemmódját és őrjáratai alatt mellőzte a rádiókapcsolatokat, kiérdemelte a „der Schweigsame Otto” (a Hallgatag Ottó) becenevet.

## Élete

### Háború előtti élete
Otto Kretschmer Heidau, Neisse városában született (ma Nysa). Tizenhét éves korában nyolc hónapot az angliai Exeterben töltött, ahol megtanult folyékonyan angolul beszélni. 1930 áprilisában belépett a Kriegsmarine kötelékébe, majd miután teljesítette a három hónapig tartó tiszti kiképzést a Niobe kiképzőhajón, tengeri tisztnövendékké (Seekadett) vált. Később körülbelül egy évet szolgált az Emden könnyűcirkálón, majd 1934 decemberében áthelyezték a Köln könnyűcirkálóra. Kretschmer egészen 1936 januárjáig szolgált a Kölnön, de ekkor áthelyezték a tengeralattjáró haderőhöz, ahol alapos tiszti kiképzés után tengerész-főhadnaggyá (Oberleutnant zur See) léptették elő.
Kretschmer első tengeralattjárója az U-35, egy VIIA típusú tengeralattjáró volt. Az U-35 parancsnokságát 1937-ben kapta meg. Előléptetése éppen egybeesett a németek, spanyol polgárháborúba való beavatkozásával, ezért az U-35-öt Spanyolország partjaihoz küldték őrjáratra. Az U-35, az eseménymentes őrjárat után visszatért Németországba. 1937 szeptemberében Kretschmer otthagyta az U-35-öt és átvette a U-23 nevű, IIB típusú tengeralattjáró parancsnokságát.

### Második világháború
Mikor Németország megtámadta Lengyelországot, Kretschmer még mindig az U-23 parancsnoka volt. A Kriegsmarine többi tengeralattjárójához hasonlóan az U-23 is bevetésre indult. Első háborús őrjáratát, az Északi-tengeren való átkelés után, az angol partoknál kezdte. Az első, Kretschmer áldozatául esett hajót, egy, az U-23 által kidobott akna süllyesztette el, 1940. január 12-én a Moray Firth-ben. A hajó egy 10 517 tonna vízkiszorítású dán tankerhajó volt, a Denmark. Bő egy hónappal később, február 18-án Kretschmer, a Pentland Firth partjánál elsüllyesztette az 1300 tonnás brit rombolót, a HMS Daringot, miközben kísérte a HN-12 konvojt Norvégiából. Az U-bootok legénységei általában nem akartak összecsapni az ellenséggel, így a Daring elsüllyesztése mind az U-23, mind Kretschmer részéről egy nagyon ügyesen végrehajtott támadás volt.
Nyolc őrjárat elteltével, 1940 áprilisában, Kretschmer otthagyta az U-23-at és az újonnan elkészült VIIB típusú, U–99 parancsnoka lett. Két hónapnyi kiképzés, és a tengeralattjáró bejáratása után, 1940 júniusában az U–99 bevetésre indult. A tengeralattjáró első négy őrjárata során Kretschmer a konvojokat kezdte támadni, főleg éjjel és a felszínre emelkedve. Pontos lövéseivel számos kereskedőhajót süllyesztett el. Kretschmer elhíresült mondása az "Egy torpedó…egy hajó" is ebben az időben született, ugyanis a parancsnok takarékoskodott a munícióval, ezért minden hajót egyetlen torpedóval kellett elsüllyesztenie. Kretschmer taktikáját később számos U-boot parancsnok utánozta, de ők a gyakorlatban vegyes eredményeket produkáltak.
Kretschmer legeredményesebb őrjáratára 1940 novembere és decembere közt került sor. Az őrjárat alatt az U-99 három, brit felfegyverzett segédcirkálót süllyesztett el. Ezek a HMS Laurentic (18 724 tonna), a HMS Patroclus (11 314 tonna) és a HMS Forfar (16 402 tonna) neveket viselték. A Laurentic és a Patroclus, a november 3. és november 4. közti éjjelen süllyedt el, miután megkapták az 5376 tonnás, brit Casanare nevű teherhajó vészjelzését. A Casanaret előzőleg az U-99 végzetesen megrongálta, 250 mérföldre nyugatra Írország partjaitól. A Forfar egy hónappal később, december 2-án lett az U-99 áldozata, mikor a hajó az OB-251 konvojhoz akart csatlakozni. Mindent összevetve a három felfegyverzett segédcirkáló összes vízkiszorítása meghaladta a 46 000 tonnát. Ezekkel a sikerekkel Kretschmer a legeredményesebb tengeralattjáró-parancsnokok listájának élére ugrott, és senkinek sem sikerült leszorítania onnan. Klaus Bargsten is az U-99-en szolgált, Kretschmer irányítása alatt, mielőtt előléptették és az általa irányított U-521 későbbi egyetlen túlélőjévé vált, 1942. június 2-án.
Utolsó őrjáratán, 1941 márciusában, az U-99 több mint 10 hajót süllyesztett el, de egyben ezek voltak Kretschmer utolsó áldozatai is. Egy brit ellentámadás során a brit HMS Walker nevű romboló mélységi töltetei megrongálták az U-99-et. 1941. március 17-én Kretschmer a felszínre emelkedett, majd elsüllyesztette tengeralattjáróját. A legénység három tagja odaveszett, de Kretschmer és a legénység megmaradt tagjai brit hadifogságba kerültek. Ugyanezen a napon a brit kísérőhajók egy másik győzelmet is arattak a Kriegsmarine ellen. A Walker egyik flotta-társa a HMS Vanoc a nagy köd miatt nekiment és elsüllyesztette a Joachim Schepke által irányított U–100-at. Joachim Schepke az U-100 fedélzeten életét vesztette.

### Hadifogság és a háború utáni élete
Elfogása után majdnem hét évet töltött a britek hadifoglyaként, amíg 1947 decemberében szabadon nem engedték, és vissza nem térhetett Németországba. A hét év közül négyet a kanadai, Bowmanville-i hadifogolytáborban töltött. Számos második világháborús, veterán, német tengerészhez hasonlóan Kretschmer is csatlakozott a második világháború utáni német haditengerészethez, a Bundesmarine-hez. 1955-ben csatlakozott az újonnan alapított haditengerészethez, és két évvel később kinevezték az 1. Geleitgeschwader (1. kísérőhajó raj) parancsnokává. A következő évben áthelyezték a Bundesmarine Amphibische Streitkräfte (Kétéltű erők) parancsnokságába. 1962-től a NATO vezérkari tisztjeként szolgált, amíg 1965 májusában ki nem nevezték a kieli székhelyű COMNAVBALTAP NATO parancsnokság vezérkari főnökévé. 1970 szeptemberében nyugdíjba vonult.
Az ezt követő években számos rádiós és televíziós interjút készítettek vele, a második világháborús élményeiről. 1974-ben a The World at War című dokumentumfilmben is feltűnt. az 1990-es évek közepén az Aces of the Deep című számítógépes játék fejlesztésében, technikai tanácsadóként vett részt, valamint számos, vele készült interjú szerepel a játék extrái közt.
1998 nyarán, egy bajorországi nyaralás során egy dunai hajóbalesetben halt meg, miközben 50. házassági évfordulóját ünnepelte.

## Összegzés
Annak ellenére, hogy Kretschmer a háború hat évéből mindössze másfelet szolgált, megdönthetetlen rekordot állított fel az elsüllyesztett hajók vízkiszorítását illetően. Számos kitüntetést kapott karrierje során, például első- és másodosztályú Vaskeresztet, háborús U-boot jelvényt, a Lovagkeresztet, valamint annak tölgyfalombokkal, majd tölgyfalombokkal és kardokkal ékített változatát is.
| Hajója | Parancsnoki szolgálata                 | Őrjáratok száma | Őrjáratok hossza (nap) | Eltalált hajók száma | Eltalált hajók vízkiszorítása (brt) |
| ------ | -------------------------------------- | --------------- | ---------------------- | -------------------- | ----------------------------------- |
| U–35   | 1937. július 31. – 1937. augusztus 15. | 0               | 0                      | 0                    | 0                                   |
| U–23   | 1937. október 1. – 1940. április 1.    | 8               | 97                     | 8                    | 27 624                              |
| U–99   | 1940. április 18. – 1941. március 17.  | 8               | 127                    | 44                   | 284 759                             |
|        | Összesen                               | 16              | 224                    | 52                   | 312 383                             |

## Elsüllyesztett és megrongált hajók
| Búvárhajó | Nap                  | Hajó             | Nemzetisége        | Vízkiszorítása (brt |
| --------- | -------------------- | ---------------- | ------------------ | ------------------- |
| U–23      | 1939. október 4.     | Glen Farg        | Egyesült Királyság | 876                 |
| U–23      | 1939. december 8.    | Scotia           | Dánia              | 2400                |
| U–23      | 1940. január 11.     | Fredville        | Norvégia           | 1150                |
| U–23      | 1940. január 12.     | Danmark**        | Dánia              | 10 517              |
| U–23      | 1940. január 24.     | Varild           | Norvégia           | 1085                |
| U–23      | 1940. február 18.    | HMS Daring***    | Egyesült Királyság | 1375                |
| U–23      | 1940. február 19.    | Tiberton         | Egyesült Királyság | 5225                |
| U–23      | 1940. február 22.    | Loch Maddy**     | Egyesült Királyság | 4996                |
| U–23      | 1940. július 5.      | Magog            | Kanada             | 2053                |
| U–23      | 1940. július 7.      | Bissen           | Svédország         | 1514                |
| U–23      | 1940. július 7.      | Sea Glory        | Egyesült Királyság | 1964                |
| U–23      | 1940. július 8.      | Humber Arm       | Egyesült Királyság | 5758                |
| U–23      | 1940. július 12.     | Ia               | Görögország        | 4860                |
| U–23      | 1940. július 12.     | Merisaar*        | Észtország         | 2136                |
| U–23      | 1940. július 18.     | Woodbury         | Egyesült Királyság | 4434                |
| U–23      | 1940. július 28.     | Auckland Star    | Egyesült Királyság | 13 212              |
| U–23      | 1940. július 29.     | Clan Menzies     | Egyesült Királyság | 7336                |
| U–23      | 1940. július 31.     | Jamaica Progress | Egyesült Királyság | 5475                |
| U–23      | 1940. július 31.     | Jersey City      | Egyesült Királyság | 6322                |
| U–23      | 1940. augusztus 2.   | Alexia**         | Egyesült Királyság | 8016                |
| U–23      | 1940. augusztus 2.   | Lucerna**        | Egyesült Királyság | 6556                |
| U–23      | 1940. augusztus 2.   | Strinda**        | Norvégia           | 10 973              |
| U–23      | 1940. szeptember 11. | Albionic         | Egyesült Királyság | 2468                |
| U–23      | 1940. szeptember 15. | Kenordoc         | Kanada             | 1780                |
| U–23      | 1940. szeptember 16. | Lotos            | Norvégia           | 1327                |
| U–23      | 1940. szeptember 17. | Crown Arun       | Egyesült Királyság | 2372                |
| U–23      | 1940. szeptember 21. | Baron Blythswood | Egyesült Királyság | 3668                |
| U–23      | 1940. szeptember 21. | Elmbank          | Egyesült Királyság | 5156                |
| U–23      | 1940. szeptember 21. | Invershannon     | Egyesült Királyság | 9154                |
| U–23      | 1940. október 18.    | Empire Miniver   | Egyesült Királyság | 6055                |
| U–23      | 1940. október 18.    | Fiscus           | Egyesült Királyság | 4815                |
| U–23      | 1940. október 18.    | Niritos          | Görögország        | 3854                |
| U–23      | 1940. október 19.    | Clintonia*       | Egyesült Királyság | 3106                |
| U–23      | 1940. október 19.    | Empire Brigade   | Új-Zéland          | 5154                |
| U–23      | 1940. október 19.    | Snefjeld         | Norvégia           | 1643                |
| U–23      | 1940. október 19.    | Thalia           | Görögország        | 5875                |
| U–23      | 1940. november 3.    | Casanare         | Egyesült Királyság | 5376                |
| U–23      | 1940. november 3.    | HMS Laurentic*** | Egyesült Királyság | 18 724              |
| U–23      | 1940. november 4.    | HMS Patroclus*** | Egyesült Királyság | 11 314              |
| U–23      | 1940. november 5.    | Scottish Maiden  | Egyesült Királyság | 6993                |
| U–23      | 1940. december 2.    | HMS Forfar***    | Egyesült Királyság | 16 402              |
| U–23      | 1940. december 2.    | Samnanger        | Új-Zéland          | 4276                |
| U–23      | 1940. december 3.    | Conch            | Egyesült Királyság | 8376                |
| U–23      | 1940. december 7.    | Farmsum          | Hollandia          | 5237                |
| U–23      | 1941. március 7.     | Athelbeach       | Egyesült Királyság | 6568                |
| U–23      | 1941. március 7.     | Terje Viken      | Egyesült Királyság | 20 638              |
| U–23      | 1941. március 16.    | Beduin           | Új-Zéland          | 8136                |
| U–23      | 1941. március 16.    | Ferm             | Új-Zéland          | 6593                |
| U–23      | 1941. március 16.    | Franche Comte**  | Egyesült Királyság | 9314                |
| U–23      | 1941. március 16.    | J.B. White       | Kanada             | 7375                |
| U–23      | 1941. március 16.    | Venetia          | Egyesült Királyság | 5728                |
| U–23      | 1941. március 16.    | Korshamn         | Svédország         | 6673                |

* A hajót csak elfoglalták a németek

**A hajó nem süllyedt el, csak megrongálódott

*** Hadihajó